# 斉木由美
斉木 由美（さいき ゆみ、1964年 - ）は、三重県出身の日本の作曲家。

## 人物
愛知県立芸術大学音楽学部作曲科卒業。パリ・エコールノルマル音楽院作曲科卒業、パリ国立高等音楽院作曲科首席卒業。IRCAM講習生。作曲をポール・メファノ、平義久、兼田敏、保科洋、松井昭彦各氏に師事。
1993年名古屋文化振興賞作曲賞入選、同年日本音楽コンクール第2位入賞、2005年芥川作曲賞を受賞。
同志社女子大学専任講師、桐朋学園大学、愛知県立芸術大学大学院講師を経て、現在東京藝術大学作曲科、国立音楽大学作曲科講師。
日本作曲家協議会、日本現代音楽協会、日本音楽著作権協会それぞれの会員、アンサンブル・コンテンポラリーαメンバー。